# Feedzai
A Feedzai é uma empresa de ciência de dados que desenvolve ferramentas de aprendizagem de máquinas em tempo real para identificar transações de pagamento fraudulentas e minimizar riscos nos setores de serviços financeiros, retalho e comércio eletrónico.  A empresa foi classificada como uma startup unicórnio desde março de 2021, depois que uma rodada de financiamento da Série D elevou o seu valor acima de US$ mil milhões.
A Feedzai está sediada em Coimbra, Portugal. A sede da empresa nos EUA fica em San Mateo, Califórnia, no Vale do Silício.
A empresa foi fundada em 2011 por Nuno Sebastião, Pedro Bizarro e Paulo Marques. A empresa começou a vender as suas soluções para deteção de fraudes e inteligência operacional na Europa e depois expandiu-se para os Estados Unidos em 2014.

## Outras leituras
- The Forrester Wave™: Anti-Money-Laundering Solutions, Q3 2022
- The Forrester Wave™: Enterprise Fraud Management, Q1 2016
- Cool Vendors in Analytics and Business Intelligence, 2011 (Gartner)
- Market Guide for Online Fraud Detection, 2011 (Gartner)
- Market Guide for Operational Intelligence Platforms, 2015 (Gartner)
- Aite Matrix: Leading Fraud & AML Machine Learning Platforms  (2021)